# Впрок
Впрок — ежедневная программа о товарах народного потребления, выходившая под лозунгом «Обо всём, что можно купить за деньги» на телеканале НТВ с 11 ноября 1996 по 19 августа 2005 года.

## История программы
Автором и продюсером проекта был тележурналист Антон Понизовский (бывший корреспондент неполитической программы «Намедни»), который в момент формирования новой сетки вещания НТВ после получения всего 4-го телеканала осенью 1996 года предложил руководству концепцию своей продовольственной телепередачи, идею которой вынашивал ещё с 1995 года. По его задумке, программа должна была носить рекламный характер, а с производителей и продавцов должны были браться деньги за показ рекламы их товара по телевидению. Интереса к потребительскому рынку Понизовский на деле не имел, ибо всегда интересовался только искусством и литературой, а карт-бланш от руководства в период создания новой сетки НТВ получали все, кто имел внятные концепции или бизнес-планы передач. Выслушав его предложение, Олег Добродеев несколько скорректировал концепцию программы: она должна была производиться исключительно на деньги НТВ и быть автономной от производителей товаров.
Каждый сюжет программы — это небольшое расследование, в котором принимают участие не только корреспонденты, но и эксперты — сотрудники испытательных лабораторий и научно-исследовательских институтов.
Изначально передача выходила в составе утреннего блока «Сегодня утром», а также по будням в 18:10, позже в 17:30 и 15:40, с конца 2001 года — только утром. В некоторых регионах вещания (например, в Самаре) часто перекрывалась местными программами. Ведущим передачи был актёр Владимир Сафронов. Его кандидатура была одобрена Антоном Понизовским, который, в свою очередь, обратил внимание на Сафронова после рекламного ролика «Альфа-банка» (1994) с его участием. Одновременно с программой «Впрок» на НТВ в 1996—1997 годах существовала и передача «Спрос и Впрок» с ведущим Олегом Комаровским, но с осени 1997 года программа стала выходить только под названием «Впрок». Первым руководителем передачи был Кирилл Рыбак. До 2002 года программа завершалась титрами, в которых перечислялись все работавшие на выпуск сотрудники, как и в других утренних и вечерних околоинформационных программах НТВ тех лет.
Валерий Панюшкин в книге «Восстание потребителей» (2012) отмечал:

Для программы был нанят целый штат молодых, но амбициозных корреспондентов, каждый из которых мечтал показать себя на сюжетах «про пачку макарон» и уйти в большие новости.

Спустя несколько месяцев после запуска программы Антон Понизовский, у которого стали заканчиваться идеи для сюжетов (некоторые товары во «Впроке» были изучены более 1 раза), нашёл для своего проекта партнёра — Международную конфедерацию обществ потребителей (КонфОП), президентом которой был Александр Аузан. Тем самым, новые материалы в программу поступали исключительно со стороны КонфОП.
Программа зачастую становилась поводом для судебных разбирательств со стороны производителей товаров. В частности, жалобы заключались в том, что во «Впроке» критично отзываются о товарах, реклама которых периодически шла на НТВ в то время. Как следствие, Понизовский и Аузан составили «стоп-лист» — список продуктов, которые в программе тестировать нельзя. Несмотря на это, ни одного суда программе проиграть не удалось.
Помимо программы «Впрок» в 1998—2000 годах существовал и журнал с таким же названием, издававшийся КонфОП при поддержке производителя сигарет «Philip Morris International».
После захвата НТВ 14 апреля 2001 года старая команда вместе с руководителем Кириллом Рыбаком и ведущим Владимиром Сафроновым переместились на канал РТР и создали альтернативную программу: «Экспертиза РТР», а на НТВ остался «Впрок», но с другими ведущими и с другой командой. Руководителем программы «Впрок» стал Андрей Гончаров, эфиры с новой ведущей, которой стала актриса Людмила Артемьева, были начаты только с 28 мая 2001 года.
Программа «Экспертиза РТР» (с сентября 2002 года, после переименования РТР в телеканал «Россия», было получено новое название «Экспертиза») выходила в эфир с августа 2001 по август 2003 года как самостоятельная программа. С августа 2003 по июнь 2004 года, в связи с изменением сетки дневного вещания в рабочие дни на телеканале «Россия», передача была интегрирована в состав утреннего блока «Доброе утро, Россия!» (также с Владимиром Сафроновым), а затем была также окончательно закрыта. Руководил проектом Кирилл Рыбак. По словам Владимира Сафронова, при переходе коллектива на РТР с НТВ сотрудниками передачи двигали не столько политические, как у их коллег из информационного вещания, сколько, скорее, профессиональные соображения:

Сложившаяся нынешней весной ситуация на НТВ оказалась по-человечески очень недостойной. Многие корреспонденты, редакторы телеканала переметнулись на ТВ-6. Но нашей группой двигали не политические мотивы, а профессиональные: ещё будучи на НТВ, возникало ощущение, что «Впрок» дальнейшего развития не получит, будет обычная констатация факта: как надо и как не надо.

В феврале 2002 года, после образования утреннего блока «Утро на НТВ», программа вошла в его состав в числе немногих передач, сохранившихся с середины 1990-х годов. В августе 2004 года, после создания программы «Сегодня утром», она также продолжила своё существование, но уже через год, в августе 2005 года она была окончательно закрыта. С 22 августа 2005 года утренний эфир на НТВ на некоторое время оставался без ведущих в кадре (в каждой рубрике остался только закадровый голос, озвучивавший видеосюжеты), а с сентября 2005 года на обновлённом утреннем канале «Сегодня утром» существовала потребительская рубрика с названием «Впрок» и схожей тематикой, но уже не связанная с данной передачей.
Среди причин снижения популярности передачи и её дальнейшего закрытия называют ослабление уровня сюжетов, отсутствие экспертизы товаров как таковой, спорную фигуру последнего ведущего — режиссёра-документалиста Виктора Шкурко (ранее — корреспондента программы «Русский дом» на «Третьем канале»), появление похожих программ на каналах-конкурентах.

## Творческий коллектив

### Ведущие
- Владимир Сафронов (1996—2001), в 2001—2004 годах вёл программу «Экспертиза»
- Олег Комаровский (1996—1997)
- Елена Кипер (2001) — провела несколько выпусков из-за болезни Владимира Сафронова[37].
- Людмила Артемьева (2001—2003)[38]
- Виктор Шкурко (2003—2005)[39]

### Корреспонденты
С момента основания и до захвата НТВ программа «Впрок» являлась одной из «кузниц кадров» телекомпании. В ней работали, в основном, молодые репортёры и редакторы, которых впоследствии переводили на другие программы канала. Среди них были:
- Валерия Астахова[40]
- Тимофей Баженов[41]
- Алексей Бархатов[42]
- Елена Батмазова
- Вячеслав Гузь
- Зарема Джаубаева
- Андрей Золотарёв[43]
- Кирилл Иванов[44]
- Кирилл Качнов
- Елена Кипер[45]
- Мария Климанова
- Елена Кривояз[46]
- Марина Петухова[47]
- Надежда Правдина
- Оксана Рыбальченко[48]
- Олеся Селиванова
- Элла Симакова
- Алексей Федоренко[49]
- Людмила Филиппова
- Мария Флэтчер
- Татьяна Хотенко
- Анна Чаплыгина
- Надежда Шахова